# Abdul Rashid Ghazi
Pour les articles homonymes, voir Ghazi.
Abdul Rashid Ghazi (ourdou : عبدل رشید غازی) (né en 1964 - mort dans la journée du 10 juillet 2007 à Islamabad, Pakistan) était un islamiste radical, ancien modéré, tué lors de l'assaut de la Mosquée rouge, par les forces pakistanaises. Les circonstances de sa mort sont obscures. Selon certaines sources, il aurait été abattu par d'autres rebelles alors qu'il tentait de se rendre aux soldats pakistanais, mais d'autres témoignages certifient qu'il est mort dans des tirs croisés dans l'attaque de la mosquée, et d'autres encore le disent mort en réalisant un « baroud d'honneur ».
Ghazi était avec son frère, Abdul Aziz Ghazi, l'un des dirigeants de la Mosquée rouge, et il était vice-directeur des Madrassas Jamia Faridia (en) (2 500 garçons en 2005) et Jamia Hafssa (en) (3 000 filles en 2005).
Ghazi a été assigné à résidence en août 2004, accusé par le gouvernement pakistanais d'avoir préparé des attaques suicides contre la résidence du général Musharraf, le parlement, l'ambassade américaine et le quartier-général de l'armée.